# Jean Letourneau (Politiker)
Jean Letourneau (* 18. September 1907 in Le Lude; † 16. März 1986 in Paris) war ein französischer Politiker. Er hatte in Frankreich während des Indochinakriegs eine führende politische Rolle bezüglich der Kolonie inne.

## Leben
Letourneau erwarb In Paris einen Universitätsabschluss als Jurist. Vor dem Zweiten Weltkrieg war Letourneau Mitglied der Parti démocrate populaire. Nach dem Krieg wurde er im Kabinett Félix Gouin Minister für Post- und Fernmeldewesen.
Während des Krieges hatte er politische Kontakte zur Resistance. Nach Kriegsende schloss er sich dem Mouvement républicain populaire an. Im November 1946 wurde er für das Département Sarthe in die Nationalversammlung gewählt. 1949 wurde er von Bidault zum Minister für die Überseeischen Gebiete Frankreichs ernannt. Unter René Pleven wurde Letourneau 1952 nach dem Tod von Jean de Lattre de Tassigny Minister für Indochina ernannt. Nach dem Tod Jean de Lattre de Tassignys hatte er ein Jahr auch dessen Kompetenzen inne, da ein Jahr kein Nachfolger ernannt worden war. Mit dem Regierungsantritt von Joseph Laniel wurde dieser Posten des Ministers für Indochina abgeschafft und Letourneau beendete seine politische Karriere.
Letourneau verfolgte eine Politik der Vietnamisierung der gewaltsamen Auseinandersetzungen als Mittel Frankreichs, die Kontrolle in Indochina zu behalten. 1952 stellte er anlässlich eines sich abzeichnenden Endes des Koreakriegs eine internationale Verhandlungslösung für Indochina in Aussicht.